# Danmarks plass
60°22′35″N 5°20′19″Ø / 60.3765°N 5.3387°Ø
Danmarks plass (ofte skrevet Danmarksplass) er en plads i Bergen i Norge. Pladsen - i Årstad bydel - var oprindeligt kendt som "Kronstadtorget". Efter 2. verdenskrig modtog den sit nuværende navn til ære for Danmarks humanitære indsats i Norge under krigen. "Danmarks plass" bruges almindeligvis også til at beskrive torvets umiddelbare omgivelser, f.eks. Krohnsminde kunstgressbane.

## Historie
Pladsen havde "Norges største lyskryss", skrev Stortinget.no omkring  2011.

## Sammenkørsel
I dag er pladsen mest berømt som et af Norges travleste vejkryds – en rundkørsel med af- og tilkørselsbaner til Europavej E39. 
I gennemsnit passerer mere end 60.000 køretøjer igennem vejkrydset på Danmarks plass hver dag. Europavej E39, hovedvejen til Bergen fra både syd og nord, løber i et plan over Danmarks plass. Pladsen ligger tæt på byens centrum og er en vigtig hovedvej for de titusinder af mennesker, der dagligt pendler til arbejde i byens centrum eller andre bydele.
Bybanen går gennem Danmarksplass, hvor der også er et stop. Opførelsen af letbanelinjen og holdepladserne, som startede i begyndelsen af 2008, fører til at flere kørebaner er lukket.  Ibsens gate, den østlige arm af skæringspunktet, blev lukket i august samme år.

## Luftforurening
Danmarks plass har mere luftforurening end noget andet sted i Bergen. Det skyldes både trafikmængden og pladsens placering, mellem to bakker.
På Danmarks plass findes en målestation for luftforurening.